# قناة الباهية
قناة الباهية هي قناة فضائية جزائرية، تهتم بالبرامج السياسية، الترفيهية، الإخبارية، الرياضية والاجتماعية، ويقع مقرها في السانية بمدينة وهران شمال غرب الجزائر ، بدأت البث في 30 يناير 2016.